# Drymarchon caudomaculatus
Espèce
Statut de conservation UICN

 LC  : Préoccupation mineure
Drymarchon caudomaculatus est une espèce de serpents de la famille des Colubridae.

## Répartition
Cette espèce se rencontre au Venezuela et en Colombie.

## Description
Dans leur description les auteurs indiquent que l'holotype, une femelle adulte, mesure 130 cm dont 26 cm pour la queue. Le plus grand spécimen étudié, un mâle adulte, mesurait quant à lui 145 cm dont 28 cm pour la queue. Cette espèce a le dos brun avec des mouchetures pâles s'intensifiant dans la partie postérieure du corps et sur la queue. Cette dernière présentant des écailles crème contrastant avec la couleur de fond. Sa face ventrale reprend les tonalités du dos, brun foncé taché de crème dans la partie antérieure pour se terminer en crème avec de rares taches sombres dans sa partie postérieure.
Il s'agirait d'une espèce diurne.

## Étymologie
Son nom d'espèce, du latin cauda, « queue », et maculatus, « tacheté », lui a été donné en référence à la livrée des adultes.

## Publication originale
- Wüster, Yrausquin & Mijares-Urrutia, 2001 : A new species of Indigo Snake from North-Western Venezuela (Serpentes: Colubridae: Drymarchon). Herpetological Journal, vol. 11, p. 157-165 (texte intégral).